# Geschützter Landschaftsbestandteil Waldmantel am Essenberg
Der Geschützte Landschaftsbestandteil Waldmantel am Essenberg mit einer Länge von 420 m liegt südlich von Messinghausen im Stadtgebiet von Brilon. Das Gebiet wurde 2001 mit dem Landschaftsplan Hoppecketal durch den Kreistag des Hochsauerlandkreises als Geschützter Landschaftsbestandteil (LB) ausgewiesen. Der LB liegt im Landschaftsschutzgebiet Hoppecke-Diemel-Bergland, wobei direkt südlich das Landschaftsschutzgebiet Freiflächen Remstoß angrenzt.

## Beschreibung
Der Landschaftsplan führt zum LB aus: „Dem Waldbestand des Essenberges ist nach Süden bzw. Südosten ein gut entwickelter, zusammenhängender Waldmantel aus verschiedenen Straucharten vorgelagert. Neben der optischen Wirkung dieser Heckenstruktur im Übergang zwischen der südlichen Feldflur und den anschließenden Forstflächen kommt ihr eine Bedeutung als Lebensraum und langgestrecktes Verbundelement insbesondere für die Insekten-, Kleinsäuger- und Vogelfauna zu.“

## Schutzzweck
Der Landschaftsplan dokumentiert zum Schutzzweck:
„Als geschützte Landschaftsbestandteile werden Teile von Natur und Landschaft festgesetzt, soweit ihr besonderer Schutz
a) zur Sicherstellung der Leistungsfähigkeit des Naturhaushaltes,
b) zur Belebung, Gliederung oder Pflege des Orts- und Landschaftsbildes oder
c) zur Abwehr schädlicher Einwirkungen
erforderlich ist. Der Schutz kann sich in bestimmten Gebieten auf den gesamten Bestand an Bäumen, Hecken oder anderen Landschaftsbestandteilen erstrecken.“
Zu Verboten ist im Landschaftsplan aufgeführt:
„Nach § 34 Abs. 4 LG ist die Beseitigung eines geschützten Landschaftsbestandteils sowie alle Handlungen, die zu einer Zerstörung, Beschädigung oder Veränderung des geschützten Landschaftsbestandteils führen können, verboten.“
Mit dem Landschaftsplan wurde das Gebot erlassen:
„Die Geschützten Landschaftsbestandteile sind durch geeignete Pflegemaßnahmen zu erhalten, solange der dafür erforderliche Aufwand in Abwägung mit ihrer jeweiligen Bedeutung für Natur und Landschaft gerechtfertigt ist.“